# Fluoresceină
Fluoresceina este un colorant fluorescent derivat de xantenă, fiind utilizat în microscopie, în tehnologii combinate cu laser (dye laser) și în criminalistică pentru detectarea urmelor de sânge. Absoarbe la o lungime de undă λ = 490 nm (pic maxim), iar în spectrul UV la λ = 514 (în apă), însă lungimea de undă unde absoarbe indiferent de valoarea pH -ului este de 460. Se poate obține în urma reacției dintre anhidridă ftalică și rezorcină la 200 °C. Eritrozina este un derivat al fluoresceinei.

## Obținere
Fluoresceina a fost sintetizată pentru prima dată de Adolf von Baeyer în 1871. Se poate prepara în urma reacției dintre anhidrida ftalică și rezorcina în prezență de clorură de zinc, printr-o reacție Friedel-Crafts.